# Шапиро, Мейер
Ме́йер Шапи́ро (англ. Meyer Schapiro; 23 сентября 1904, Шавли, Ковенская губерния — 3 марта 1996, Нью-Йорк) — американский историк и теоретик искусства, художественный критик, педагог. Доктор, член Американского философского общества (1969).
Крупнейший специалист по искусству Средневековья и Нового времени. 

## Биография
Родился в еврейской семье, впоследствии переехавшей в США в 1907 году. Окончил Колумбийский университет, где учился вместе с Лайонелом Триллингом и Луисом Зукофски. Начал преподавать в 1928, полный профессор с 1952. В 1936—1952 преподавал в Новой школе социальных исследований. Печатался в журналах The New Masses, Partisan Review. В 1954 вместе с группой нью-йоркских интеллектуалов-социалистов антисталинистского направления (Ирвин Хау, Льюис Козер и др.) основал журнал политики и культуры Dissent. Был близок с Льюисом Мэмфордом, Клементом Гринбергом. В 1966—1967 преподавал в Гарварде.
К 70-летию Мейера Шапиро 12 художников выставили на аукцион свои работы и на выручку с их продажи создали фонд для открытия в Колумбийском университете кафедры имени выдающегося искусствоведа. Среди участников акции были Джаспер Джонс, Эльсуорт Келли, Рой Лихтенштейн, Андре Массон, Роберт Мазервелл, Клас Олденбург, Роберт Раушенберг, Фрэнк Стелла, Энди Уорхол, Сол Стейнберг.
Приходится двоюродным дедом художнику Якобу Коллинзу.
Автор монографий о Ван Гоге, Сезанне, Пикассо, Мондриане.
Награды и премии
- Мессенджеровские лекции (1960)
- Премия Аби Варбурга (1984)
- Стипендия МакАртура (1987)

## Книги

### Прижизненные издания
- Vincent van Gogh. New York: Harry N. Abrams, 1950 (многократно переиздана)
- Paul Cézanne. New York: Harry N. Abrams, 1952 (многократно переиздана)
- The Parma Ildefonsus: A Romanesque Illuminated Manuscript from Cluny, and Related Works. New York: College Art Association of America, 1964.
- Words and Pictures. On the Literal and the Symbolic in the Illustration of a Text. The Hague; Paris: Mouton, 1973 (Approaches to Semiotics series 11, ed. Thomas A Sebeok)
- Selected Papers I: Romanesque Art. New York: George Braziller, 1977 (пер. на итал., исп., нем. яз.).
- Selected Papers II: Modern Art: 19th and 20th Centuries. New York: George Braziller, 1978, 1982 (пер. на швед., нем., итал., исп. яз.)
- Selected Papers III: Late Antique, Early Christian, and Medieval Art. New York: George Braziller, 1979 (пер. на исп., яз.)
- Style, Artiste et Societe, trans. Blaise Allan et. a. Paris: Editions Gallimard, 1982.
- The Romanesque Sculpture of Moissac. New York: George Braziller, 1985
- Selected Papers IV: Theory and Philosophy of Art: Style, Artist, and Society. New York: George Braziller, 1994.
- Mondrian: On the Humanity of Abstract Painting. New York; George Braziller, 1995.
- Meyer Schapiro: the bibliography/ Lillian Milgram Schapiro, comp. New York: G. Braziller, 1995.

### Посмертные издания
- Words, Script, and Pictures: The Semiotics of Visual Language. New York: George Braziller, 1996.
- Impressionism: Reflections and Perceptions. New York: George Braziller, 1997.
- A kind of rapture / Robert Bergman; introduction by Toni Morrison; afterword by Meyer Schapiro. New York: Pantheon Books, 1998.
- Worldview in Painting—Art and Society: Selected Papers, Vol. 5. New York: George Braziller, 1999.
- The Unity of Picasso’s Art. New York: George Braziller, 2000.
- Meyer Schapiro: his painting, drawing, and sculpture. New York: Harry N. Abrams, Publishers, 2000.
- Language of Forms: Lectures on Insular Manuscript Art. New York: Pierpont Morgan Library, 2005.
- Romanesque architectural sculpture: The Charles Eliot Norton lectures. Chicago: University of Chicago Press, 2006.
- Meyer Schapiro abroad: letters to Lillian and travel notebooks. Los Angeles: Getty Research Institute, c2009.

## Публикации на русском языке
- Шапиро М. Стиль // Советское искусствознание. Вып. 24. — М., 1988. — C. 385—425.
- Натюрморт как личностный объект
- Природа абстрактного искусства (1937)